# Мисен (Норвешка)
Мисен (Норвешка) (норв. Mysen) је насељено место у Норвешкој у округу Østfold. Има статус града од 1996.